# Basiliek van Onze-Lieve-Vrouw van Altijddurende Bijstand (Boston)
De Basiliek van Onze-Lieve-Vrouw van Altijddurende Bijstand (Engels: Our Lady of Perpetual Help Basilica) is een basiliek in Boston, Massachusetts. De basiliek wordt in de volksmond ook wel Mission Church genoemd. De kerk is gelegen aan Tremont Street.
De basiliek is gewijd aan Onze-Lieve-Vrouw van Altijddurende Bijstand.
De basiliek staat op een plek waar de paters redemptoristen in 1870 een bescheiden houten kerk plaatsten. Het huidige kerkgebouw werd in 1878, in neoromaanse stijl gebouwd. De kerk werd in 1954 tot basiliek verheven door paus Pius XII.
De requiemmis voor de katholieke senator Edward Kennedy (1932-2009) werd in deze kerk gehouden. Hij bezocht de basiliek vaak.